# Luboniec (województwo lubuskie)
Luboniec (niem. Thieleshof) – część lasu (dawniej jednostka osadnicza) w Polsce, położona w województwie lubuskim, w powiecie słubickim, w gminie Górzyca.
W 1910 folwark należący do Górzycy.